# 893

## Nașteri
- Ludovic cel Tânăr, rege al Saxoniei din 876 (d. 882)

- Ludovic Copilul, ultimul membru al dinastiei Carolingiene, ce a condus Francia Răsăriteană, din 900 (d. 911)

## Decese
- Ștefan I, patriarh al Constantinopolului (n. ?)